# Ommatius canus
Ommatius canus là một loài ruồi trong họ Asilidae. Ommatius canus được Walker miêu tả năm 1856. Loài này phân bố ở miền Australasia.